# Teateråret 1872

## Händelser

### December
- 28 december – Teatercensuren upphävs i Sverige. Den infördes den 7 mars 1835.[1]

## Årets uppsättningar

### Februari
- 8 februari – Giuseppe Verdis opera Aida har Italienpremiär.[2]

### Oktober
- 14 oktober – Mathilda Lundströms pjäs Grim Viking har urpremiär på Dramaten i Stockholm.[3]

### Okänt datum
- Födelsedagsgåfvan av Anne Charlotte Leffler, uppfördes privat i augusti.[4]
- Mäster Olof av August Strindberg.

## Födda
- 23 januari – Holbrook Blinn (död 1928), amerikansk skådespelare.
- 24 februari – Hans Junkermann (död 1943), tysk skådespelare.
- 19 mars – Sergej Djagilev (död 1929), rysk balettchef och impressario.
- 20 maj – Albert Steinrück (död 1929), tysk skådespelare.
- 24 maj – Hermann Vallentin (död 1945), tysk skådespelare.
- 6 juni – Jonna Neiiendam (död 1938), dansk skådespelare.
- 27 oktober – Selma Wiklund af Klercker (död 1923), finländsk-svensk skådespelerska.
- 3 november – Paul Panzer (död 1958), tysk-amerikansk skådespelare.
- 25 november – Robert de Flers (död 1927), fransk författare och dramatiker.
- 7 december – Clementine Plessner (död 1942), österrikisk-tysk skådespelare.
- 13 december – Edward Childs Carpenter (död 1950), amerikansk författare, manusförfattare och dramatiker.

## Avlidna
- 21 januari – Franz Grillparzer, 81, österrikisk författare och dramatiker.
- 22 mars – Carolina Bock, 79, svensk balettdansös, skådespelerska, sångerska och rektor för Dramatens elevskola.
- 3 april – Henriette Widerberg, 75, svensk operasångerska (sopran).
- 20 maj – Frithiof Raa, 32, svensk skådespelare, tecknare och grafiker.
- 27 juni – Michel Carré, 50, fransk librettist och dramatiker.

### Fotnoter
1. ↑  Teatercensuren i Sverige ur Nils Personne, Svenska teatern : några anteckningar (del 6, 1925), sid. 227-229
2. ↑  ”San Diego Opera”. Arkiverad från originalet den 4 juni 2011. https://web.archive.org/web/20110604034738/http://sdopera.com/Operapaedia/Aida. Läst 23 mars 2011.
3. ↑  ”Dramawebben”. Arkiverad från originalet den 11 augusti 2010. https://web.archive.org/web/20100811061912/http://www.dramawebben.se/pjas/grim-viking. Läst 23 mars 2011.
4. ↑  Lauritzen 2012, s. 69